# Klaus Markstaller

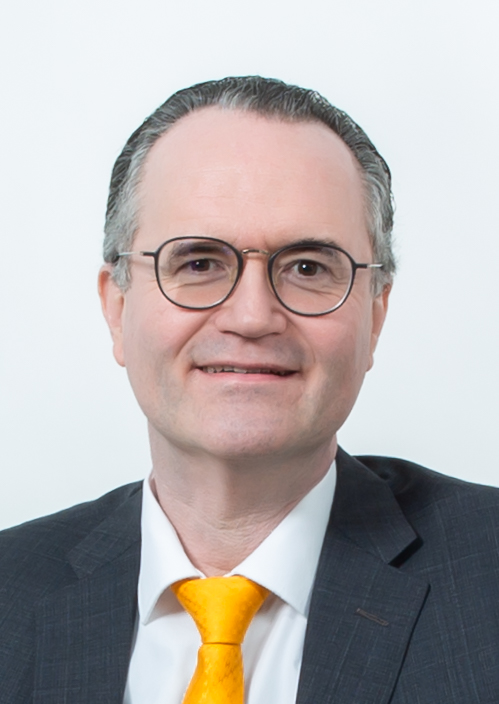
Klaus Markstaller (2024)

Klaus Markstaller (* 26. März 1969 in Nürnberg) ist ein deutscher Mediziner und seit dem 1. Januar 2023 Vorstandsvorsitzender und Ärztlicher Direktor des Universitätsklinikums Augsburg. Zuvor leitete er zwölf Jahre lang die Klinische Abteilung für Allgemeine Anästhesie und Intensivmedizin des AKH Wien / Medizinische Universität Wien. Während der Corona-Pandemie beriet Markstaller als Experte die österreichische Bundesregierung.

## Leben
Markstaller studierte Humanmedizin an der Universität Tübingen und promovierte 1998 mit magna cum laude an der Universität Ulm. Er absolvierte den Facharzt für Anästhesiologie und habilitierte sich 2004 an der Johannes-Gutenberg-Universität in Mainz. Von 2001 bis 2002 absolvierte er einen Forschungsaufenthalt an der University of Pennsylvania in Philadelphia. Von 2004 bis 2007 war Markstaller als Oberarzt und Forschungskoordinator für Anästhesiologie am Inselspital der Universität Bern tätig. 2007 folgte eine W2-Professur für Anästhesiologie an der Johannes-Gutenberg-Universität Mainz.
Markstaller wurde 2010 auf eine Professur für Anästhesie und perioperatives Management an die Medizinischen Universität Wien berufen und leitete ab 2014 die Abteilung Allgemeinmedizinische Anästhesie, Intensivmedizin und Schmerztherapie des AKH Wien / Medizinische Universität Wien. Dort leitete er zudem die Stabsstelle für integratives OP Management. Er war Präsident der Österreichischen Gesellschaft für Anästhesie, Reanimation und Intensivmedizin (ÖGARI). Von Januar 2020 bis Dezember 2022 war er Mitglied des  Obersten Sanitätsrats der Republik Österreich.
Zum 1. Januar 2023 trat  Klaus Markstaller den Dienst als neuer Ärztlicher Direktor und Vorstandsvorsitzender am Universitätsklinikum Augsburg an. Gleichzeitig erhielt er einen Ruf auf die W3-Professur für Anästhesiologie und Patientensicherheit an die Universität Augsburg. Neben  Herausforderungen wie Fachkräftemangel oder Inflation sieht Markstaller als eine der großen Zielsetzungen, die regionalen Gesundheitsstrukturen und -ressourcen gut zu organisieren und zu vernetzen und dabei die universitäre Ausrichtung des Klinikums zum spitzenmedizinischen Zentrum zu bewerkstelligen. Grundlage für die Verschränkung des Universitätsklinikums mit Forschung und Lehre ist die enge Verzahnung mit der  Medizinischen Fakultät der Universität Augsburg, die er gemeinsam mit der Gründungsdekanin  Martina Kadmon vorantreibt.

## Mitgliedschaften & Ehrungen
Markstaller war Mitgründer eines Zentrums für Perioperative Medizin an der Medizinischen Universität Wien, von 2020 bis 2022 Präsident der Österreichischen Gesellschaft für Anästhesiologie, Reanimation und Intensivmedizin (ÖGARI), er ist Mitglied der Wiener Medizinischen Akademie und Mitglied der Europäischen Akademie für Wissenschaften und Künste. Seit 2017 ist er ebenso Mitglied der Fleischner Society, USA. Markstaller wurde mit  Forschungspreisen ausgezeichnet, ist Herausgeber von mehreren Publikationen, Gutachter bzw. Herausgeber wissenschaftlicher Fachjournale und auch Gutachter der Deutschen Forschungsgemeinschaft sowie der Alexander von Humboldt-Stiftung. Von 2015 bis 2022 war er Mitglied des wissenschaftlichen Beirats der Dr. Gottfried und Dr. Vera Weiss Wissenschaftsstiftung.

## Privates
Klaus Markstaller ist verheiratet mit Monica Markstaller, Fachärztin für Augenheilkunde.

## Publikationen
- Standards der OP-Patientenlagerung (online)
- Infektionsprävention im OP: praxisorientierte Empfehlungen für AnästhesistInnen (online)
- ÖGARI Ethik-Manifest für eine menschlichere Medizin[15]

Siehe auch:
- Klaus Markstaller in der National Library of Medicine
- Klaus Markstaller bei Springer
- Patente von Klaus Markstaller